# Favalello
Favalello (in corso U Favalellu) è un comune francese di 48 abitanti situato nel dipartimento dell'Alta Corsica nella regione della Corsica.
Il comune comprende l'abitato di Feo (in corso Feu).

## Società

### Evoluzione demografica
Abitanti censiti